# Svart rödstjärt
Svart rödstjärt (Phoenicurus ochruros) är en fågel som tillhör släktet Phoenicurus inom familjen flugsnappare.

## Utseende och läte

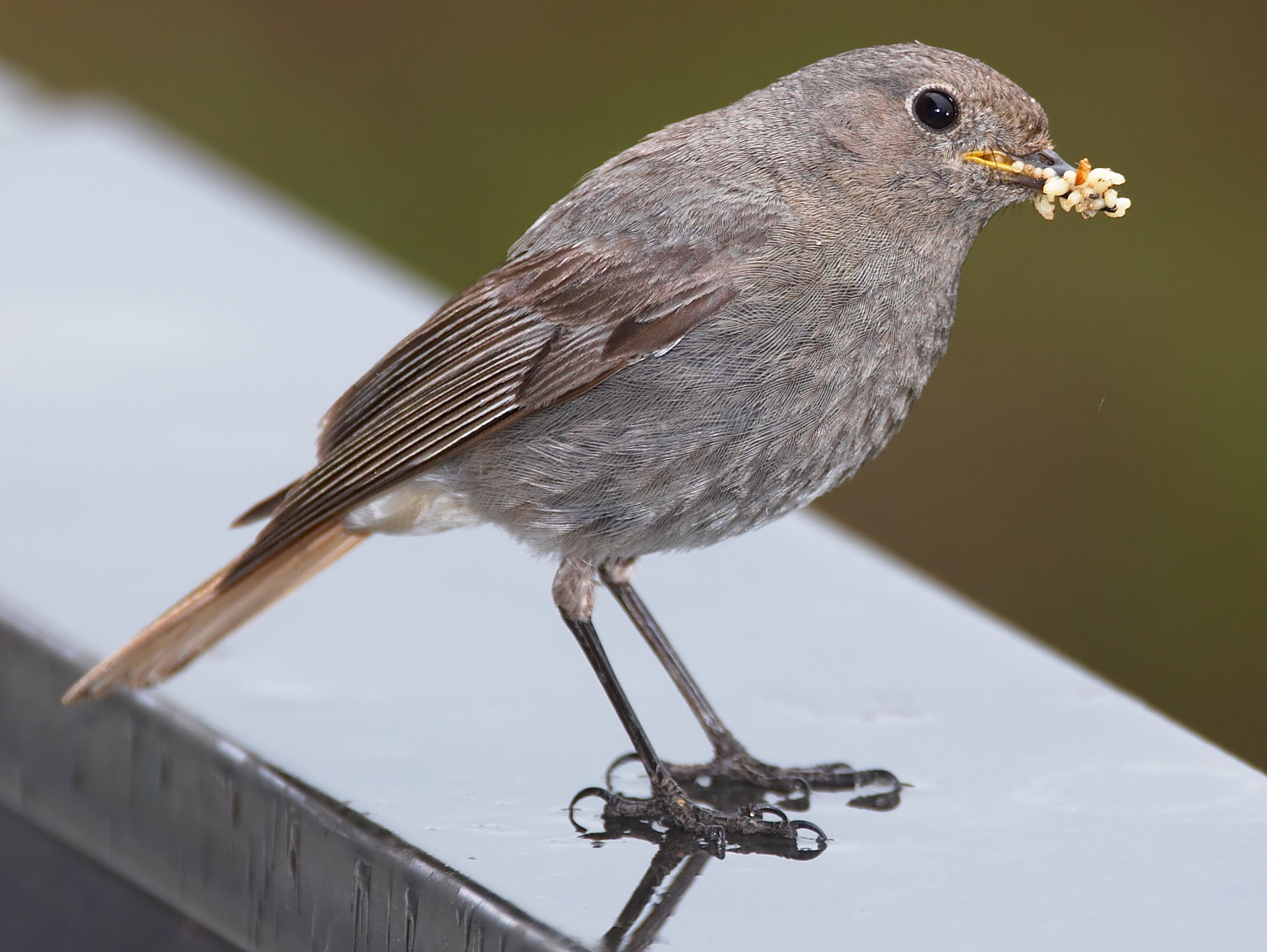
Hona av svart rödstjärt.

Svart rödstjärt är cirka 14,5 centimeter lång och väger mellan 14 och 20 gram. Den adulta hanen är på våren gråsvart på huvud, rygg och mage, har ljusa områden på vingarna och en iögonfallande orangeröd stjärt. I första sommardräkt (det vill säga ettåriga fåglar) är hanarna inte lika svarta och saknar den ljusa vingfläcken. Honan är oansenligt gråbrunt färgad, men mörkare än en hona av rödstjärt, och har brunröd stjärt. 
Sången är en kort pressad strof av ganska ljudliga men något sträva toner (först en stigande räcka på 3-4 toner, och sedan en kort drill med en något utdragen sistaton) som ofta följs av ett karakteristiskt, men ej lika ljudligt, skrapande läte som låter som om man vickar en käpp i glaskross eller torrt grus: "tju-tjy-tjy-tjii-didididii(krrekrrekrrekrre)". I norra Europa är svart rödstjärt tillsammans med koltrasten den fågel som först börjar sjunga i gryningen.

## Utbredning och systematik

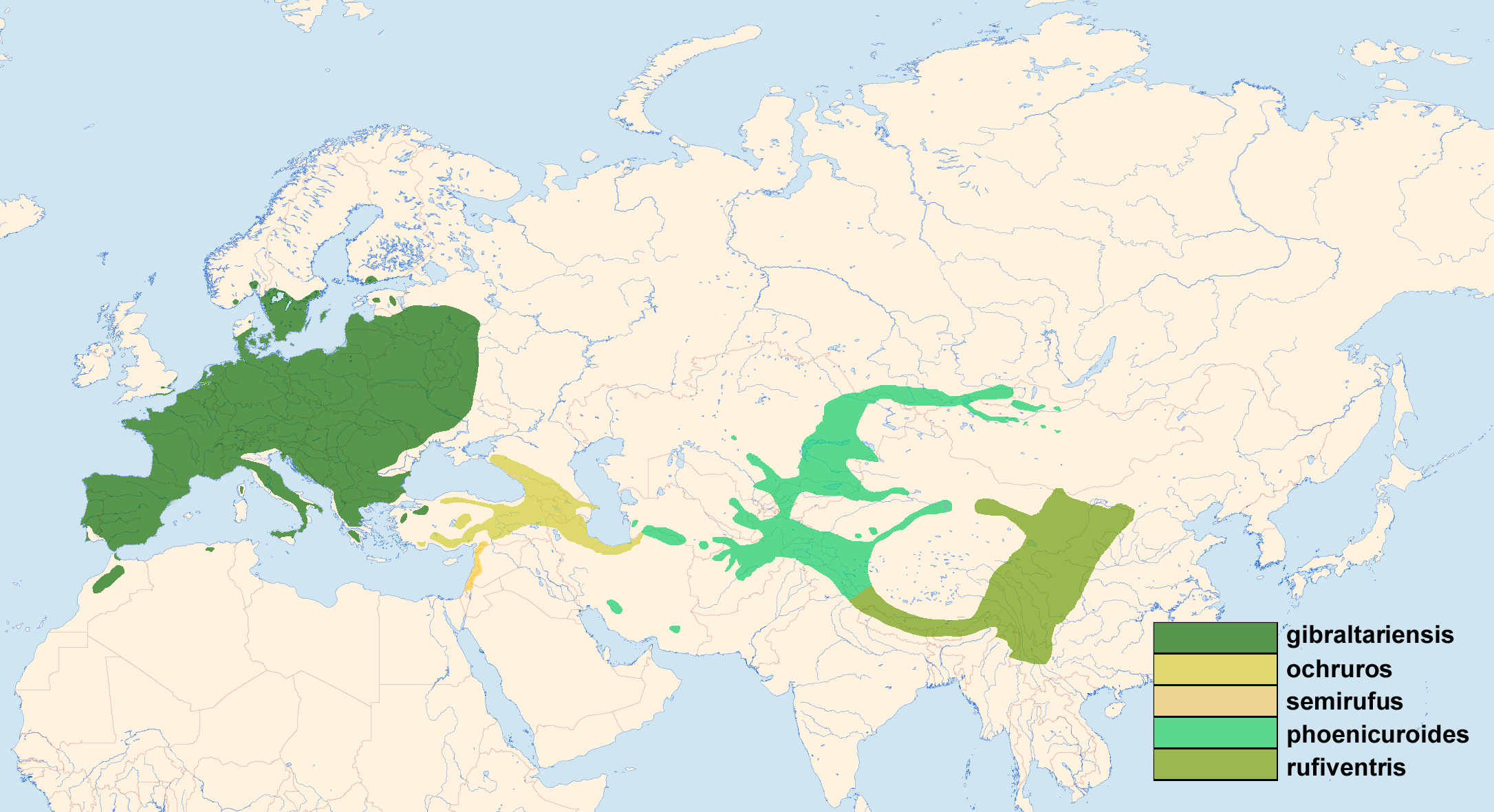
Häckningsområden, uppdelade efter underarter.

Svart rödstjärt har en palearktisk utbredning och häckar i Eurasien och i Marocko i Nordafrika. Delar av populationen är flyttfåglar som övervintrar i Medelhavsområdet, norra Afrika så långt söderut som Etiopien och Somalia, Mellanöstern, Indien och Sydostasien så långt österut som till Myanmar.

### Underarter
Svart rödstjärt delas vanligen upp i sex underarter med följande utbredning:
- gibraltariensis (J. F. Gmelin, 1789), inklusive aterrimus – Euroåa, västra Turkiet och nordvästra Afrika
- ochruros – nominatformen häckar i bergstrakter från östra Turkiet till norra Iran; övervintrar söderut till Irak
- semirufus (Hemprich & Ehrenberg, 1833) – häckar i bergstrakter i Syrien och Libanon; ses vintertid till Israel och Sinaihalvön
- phoenicuroides (Horsfield & Moore, 1854) – häckar från nordöstra Iran och Turkmenistan österut till sydöstra Kazakstan, nordvästra Kina samt sydcentrala och östra Mongoliet
- murinus (Fedorenko, VA, 2018)[4] – förekommer i nordöstra Kazakstan, sydcentrala Sibirien, allra mest nordcentrala delarna av Kina samt västcentrala Mongoliet
- rufiventris (Vieillot, 1818) – förekommer från centrala Himalaya till centrala Kina

### Förekomst i Sverige
Svart rödstjärt spred sig norrut i Europa i samband med industrialiseringen och invandrade till Sverige i början av 1900-talet. Idag förekommer den sparsamt till sällsynt i södra Sverige upp till Dalsland–Närke–Gästrikland. Den förekommer karakteristiskt i industriområden, hamnar och vid större byggarbetsplatser, där byggnaderna tjänar som "ersättning" för dess ursprungliga klippmiljö. Det svenska beståndet flyttar i september–november till Mellaneuropa och västra Medelhavsområdet. Enstaka fåglar kan övervintra i södra Sverige. Den återkommer i april–maj.

### Familjetillhörighet
Rödstjärtarna ansågs fram tills nyligen liksom bland andra buskskvättor, stentrastar och stenskvättor vara små trastar. DNA-studier visar dock att de är marklevande flugsnappare (Muscicapidae) och förs därför numera till den familjen.

## Ekologi

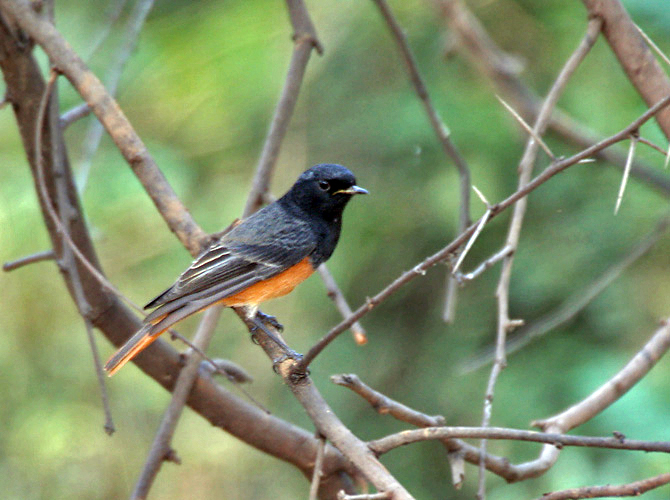
Hane av underarten rufiventris fotograferad i Sindhrot i Vadodaradistriktet i Gujarat, Indien.

### Biotop
Ursprungligen levde den svarta rödstjärten i klippiga berg upp till 3000 meters höjd, men den har sedan dess utbrett sig över fler områden. Sedan ungefär 200 år påträffas den också i städer. Den bygger sitt bo i bergsskrevor eller på hus i nischer och skrymslen.

### Häckning
Honan bygger ett relativt slarvigt bo och lägger fyra till sex ljusblå till vita ägg. Hon ruvar sedan ensam på äggen i 12 till 16 dagar. Ungfåglarna matas sedan av båda föräldrarna i 12 till 19 dagar. Ofta förekommer två kullar om året, ibland till och med tre.

### Föda

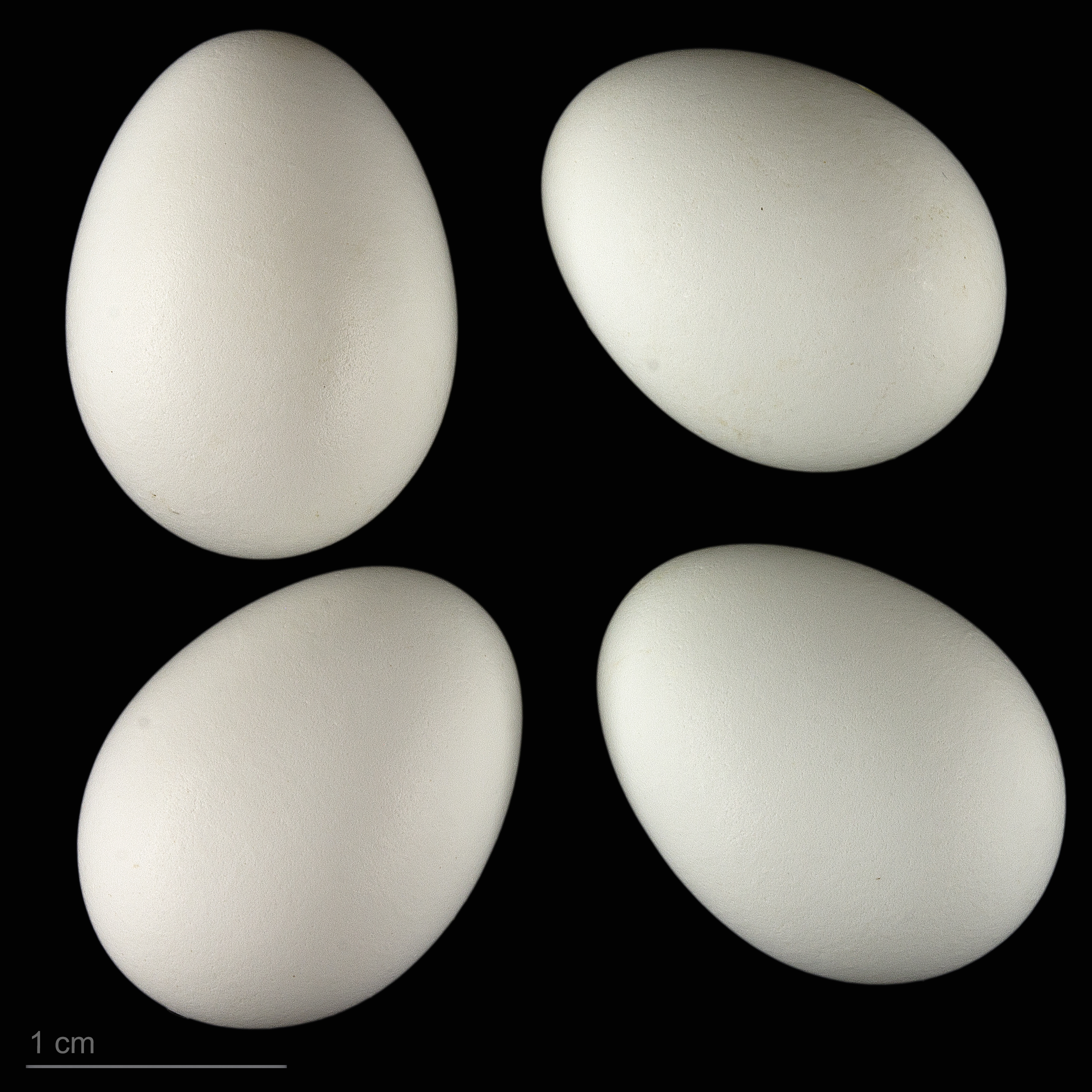
Phoenicurus ochruros gibraltariensis.

Svart rödstjärt äter insekter och på hösten även bär. Den söker föda på marken eller jagar från en sittplats förbiflygande insekter.

## Status och hot
Svart rödstjärt har ett stort utbredningsområde och en stor population, och tros öka i antal. Internationella naturvårdsunionen IUCN kategoriserar den därför som livskraftig (LC). I Europa tros 5,76–10 miljoner par häcka. Utifrån antagandet att Europa antas utgöra ungefär 35 % av artens utbredningsområde kan världspopulationen därför mycket preliminärt uppskattas till mellan cirka 33 och 57 miljoner vuxna individer.

### Status i Sverige
I Sverige är svart rödstjärt en fåtalig art med en uppskattad population på mellan 800 och 1 600 häckande individer. De senaste 30 åren har den ökat i antal med 5–45 %, men de senaste tio åren har beståndet varit stabilt. Arten upptas sedan 2015 på Artdatabankens rödlista för hotade arter och placeras där i kategorin nära hotad (NT).